# 인터넷중독예방상담센터
인터넷중독예방상담센터는 2002년 4월에 인터넷 중독을 예방하기 위해  개관한 정보통신부 산하 기관으로 설립된 기관이다. 석-박사급 전문가들이 인터넷 게임, 채팅, 도박 분야 인터넷 중독 상담서비스를 무료로 제공한다. 현재 한국정보화진흥원 산하에 있다.